# Antalya (pokrajina)
Antalya je pokrajina u Turskoj. Pokrajina ima 1.719.751 stanovnika.

## Vanjske poveznice
- Službena stranica Antalye